# برونو جنسیو
برونو جنسیو (انگلیسی: Bruno Génésio؛ زادهٔ ۱ سپتامبر ۱۹۶۶) بازیکن سابق و مربی فوتبال اهل فرانسه است. وی هم اکنون هدایت باشگاه فوتبال لیل بر عهده دارد. 
از باشگاه‌هایی که در آن بازی کرده‌است می‌توان به باشگاه فوتبال المپیک لیون و باشگاه فوتبال نیس اشاره کرد.